# Rüdiger Meichsner
Rüdiger Meichsner (* 5. August 1940 in Gräfelfing) ist ein deutscher Kameramann.

## Die frühen Jahre
Der Sohn des Produktions- und Herstellungsleiters Eberhard Meichsner stieß über den Veteran-Kameramann Georg Bruckbauer zur Filmbranche. Bruckbauer gab ihm den Tipp gab, sich bei der Kamera-Firma ARRI zu bewerben. Meichsner durchlief bei Arri eine dreieinhalb Jahre dauernde Lehrzeit (und im Rahmen der Rundumausbildung auch eine Feinmechanikerlehre). Darüber hinaus begann er praktische Erfahrungen als Kameraassistent von Willy Winterstein zu sammeln.
Nach Jahren als Kameraassistent (u. a. 1961 bei Die Stunde, die du glücklich bist, 1963 bei Die schwarze Kobra und im darauffolgenden Winter bei Rudolf Jugerts letztem Kinofilm, dem Kriegsdrama Kennwort: Reiher) gab er 1963 seinen Einstand als einfacher Kameramann (Debüt unter Hans Jura bei dem Krimi Piccadilly null Uhr zwölf). Anschließend (1967/68) wirkte er als Ko-Kameramann des erfahrenen italienischen Kollegen Francesco Izzarelli bei den Kommissar X-Filmen Kommissar X – Drei blaue Panther und Kommissar X – Drei goldene Schlangen.
1968 startete er eine Tätigkeit als Chefkameramann beim Kinofilm und fotografierte zuerst Roger Fritz’ verquastes, pseudophilosophisches Gesellschaftsmelodram Häschen in der Grube. Rüdiger J. Meichsner stand fortan sowohl bei einigen routinierten ZDF-Krimis aus der Feder Herbert Reineckers (11 Uhr 20, Der Kommissar) als auch bei drei „Käfer“-Komödien um das VW-Wunderauto Dudu aus der Hand Rudolf Zehetgrubers hinter der Kamera.

## Zusammenarbeit mit Klaus Lemke
In der zweiten Hälfte der 1970er-Jahre begann er eine bis ins neue Jahrtausend anhaltende, enge Kooperation mit dem Münchner Filmemacher Klaus Lemke; die erste gemeinsame, 1976 ausgestrahlte Produktion wurde die kauzige Komödie Idole um zwei Frauen auf der Suche nach dem idealen Mann, mit der Lemke seinen nachmaligen Hausstar Cleo Kretschmer groß herausstellte. 1978 drehte er, ebenfalls mit Lemke und Kretschmer die Großmarktkomödie Amore. Vor allem die improvisationsfreudigen Lemke-Inszenierungen Arabische Nächte und Ein komischer Heiliger mit dem drallen, bayerischen Naturtalent Kretschmer in der weiblichen Hauptrolle wurden nicht nur vor der Kritik als urwüchsiges, authentisch-pralles Kino mit bajuwarischem, halbdokumentarischen Anstrich gefeiert, sondern überdies große Publikumserfolge.
Bereits seit Beginn der 80er Jahre konnte Meichsner, der sich in der Zwischenzeit mit Lemke schwer verkracht hatte, nur noch sporadisch Aufträge von Film und Fernsehen erhalten, und er begann sich auf die Fotografie (und gelegentlich auch Inszenierung) von Industrie-, Werbe- und Lehrfilmen (wie z. B. die TV-Auftragsproduktion über moderne Technologie Morgen ist schon gestern) zu konzentrieren. Bei dem überwältigenden SAT.1-Publikumserfolg Der Bergdoktor stand Rüdiger Meichsner gleichfalls hinter der Kamera.
Zu Beginn des neuen Jahrtausends kam er wieder mit Klaus Lemke zusammen und fotografierte erneut einige seiner Kino- (Running Out of Cool und Never Go to Goa) und Fernsehinszenierungen (2000 Die Leopoldstraße Kills Me, 2003 Last Minute Jamaika).
Zum Jahresbeginn 2007 zog sich Rüdiger Meichsner ins Privatleben zurück.

## Filmografie (Auswahl)
- 1968: Häschen in der Grube
- 1972: Ein Käfer gibt Vollgas
- 1973: Ein Käfer auf Extratour
- 1975: Das verrückteste Auto der Welt
- 1976: Idole (Fernsehfilm)
- 1977: Der ganz faire Prozeß des Marcel G.
- 1978: Ein komischer Heiliger
- 1978: Amore
- 1979: Arabische Nächte
- 1980: Keiner hat das Pferd geküßt
- 1980: Flitterwochen
- 1981: Neonstadt
- 1981: Am Ufer der Dämmerung
- 1984: Nessie – das verrückteste Monster der Welt
- 2000: Running Out of Cool
- 2001: Never Go to Goa (Dokumentarfilm, Schauspieler)

## Anmerkung
1. ↑  Lt. Aussage Meichsners in einem Interview mit dem Filmhistoriker Kay Weniger

| Personendaten    | Personendaten        |
| ---------------- | -------------------- |
| NAME             | Meichsner, Rüdiger   |
| KURZBESCHREIBUNG | deutscher Kameramann |
| GEBURTSDATUM     | 5. August 1940       |
| GEBURTSORT       | Gräfelfing           |